# 白川方明
白川方明（1949年9月27日—），日本经济学家，2008年至2013年任日本銀行行长。东京大学经济学系毕业，随后在美國芝加哥大学获得经济学硕士学位。早年加入民社黨的民主社會主義研究會，1972年4月就職日本銀行職員，後曾任職分行長。

## 經歷
2008年4月9日，日本国会参议院和众议院表决通过，由时任日本银行副行长和代理行长的白川方明出任行长，结束该职位自同年3月20日以来悬空的局面。
2012年12月安倍晋三成为首相后，提出将通胀目标设定在2%，但白川只愿意目标定在1%，并且不愿采取更激进的宽松措施。2013年1月，白川被迫接受安倍呼吁将央行通胀目标提高一倍至2%的要求。2013年2月5日在与安倍晋三会晤后，于当晚宣布辞职。
2013年3月19日，白川卸任日本银行行长一职，由黑田东彦在3月20日接任。2013年9月1日，白川方明获聘任为青山学院大学国际政治经济特任教授。

## 荣誉

### 外国勋章奖章
- 荣誉军团骑士勋章（法国，2012年12月3日于东京颁发[8]）

## 著作
- （日本經濟新聞／香西泰、翁邦雄との共同編集　2001年）
- （日本経済新聞社　2008年）

## 外部連結
- 日本銀行総裁：白川方明 - 白川を紹介する日本銀行の公式ウェブサイト。
- CARF:東京大学金融教育研究センター - 白川を紹介する東京大学の公式ウェブサイト。
- 朝日新聞グローブ 金融危機と中央銀行

| 前任： 福井俊彥 | 日本銀行總裁 2008年4月9日－2013年3月19日 | 繼任： 黑田東彥 |